# الاقتصاد السياسي في الأنثروبولوجيا
الاقتصاد السياسي في الأنثروبولوجيا هو تطبيق نظريات وأساليب المادية التاريخية على الاهتمامات التقليدية للأنثروبولوجيا بما في ذلك، على سبيل المثال: المجتمعات غير الرأسمالية. قدم الاقتصاد السياسي مسائل التاريخ والاستعمار إلى النظريات الأنثروبولوجية غير التاريخية للبنية الاجتماعية وثقافتها. ابتعد معظم علماء الأنثروبولوجيا عن أساليب تحليل الإنتاج النموذجية للماركسية البنيوية، وركزوا بدلًا من ذلك على العلاقات التاريخية المعقدة للطبقة والثقافة والهيمنة في المناطق التي تمر بتحولات استعمارية ورأسمالية معقدة في النظام العالمي الناشئ
تم تقديم الاقتصاد السياسي في الأنثروبولوجيا الأمريكية في المقام الأول من خلال دعم جوليان ستيوارد، أحد طلاب كروبر. تركزت اهتمامات ستيوارد البحثية على «الكفاف» - التفاعل الديناميكي للإنسان والبيئة والتكنولوجيا والهيكل الاجتماعي وتنظيم العمل. هذا التركيز على الكفاف والإنتاج - على عكس المبادلة - هو ما يميز نهج الاقتصاد السياسي. كانت سنوات ستيوارد الأكثر إنتاجية من الناحية النظرية من عام 1946 إلى عام 1953 أثناء التدريس في جامعة كولومبيا. في هذا الوقت، شهدت كولومبيا تدفقًا من قدامى المحاربين في الحرب العالمية الثانية الذين كانوا يذهبون إلى المدرسة بموجب قانون جي.آي.بيل للعساكر. سرعان ما ركّز ستيوارد على مجموعة من الطلاب الذين سيكون بمقدورهم مواصلة تطوير الاقتصاد السياسي باعتباره نهجًا متميزًا في الأنثروبولوجيا، من بينهم: سيدني مينتز وإريك وولف وإليانور ليكوك وروي رابابورت وستانلي دايموند وروبرت مانرز ومورتون فرايد وروبرت إف. مورفي، وهم بدورهم أثروا في العديد من الطلاب الآخرين مثل: إلمان سيرفيس ومارفن هاريس وجون ناش. شارك العديد من هؤلاء الطلاب في مشروع بورتوريكو، وهو دراسة بحثية جماعية واسعة النطاق ركزت على مفهوم التحديث في بورتوريكو.
سرعان ما تطورت ثلاثة مجالات رئيسية. أولى هذه المجالات كانت تتعلق بالمجتمعات «ما قبل الرأسمالية» التي كانت تخضع لقوالب نمطية «قَبَلية» تطورية. حاول بحث سالينز، حول مجتمع الجمع والالتقاط باعتباره «المجتمع الثري الأصلي»، فعل الكثير لتبديد تلك الصورة. اهتم المجال الثاني بالغالبية العظمى من سكان العالم في ذلك الوقت، مجتمع الفلاحين، الذين شاركوا في حروب ثورية معقدة مثل فيتنام. أما المجال الثالث فكان يتعلق بالاستعمار والإمبريالية وإنشاء النظام العالمي الرأسمالي.
في الآونة الأخيرة، تناول هؤلاء الاقتصاديون السياسيون بشكل مباشر قضايا الرأسمالية الصناعية (وما بعد الصناعية) حول العالم.

## النظرية

### المادية الثقافية

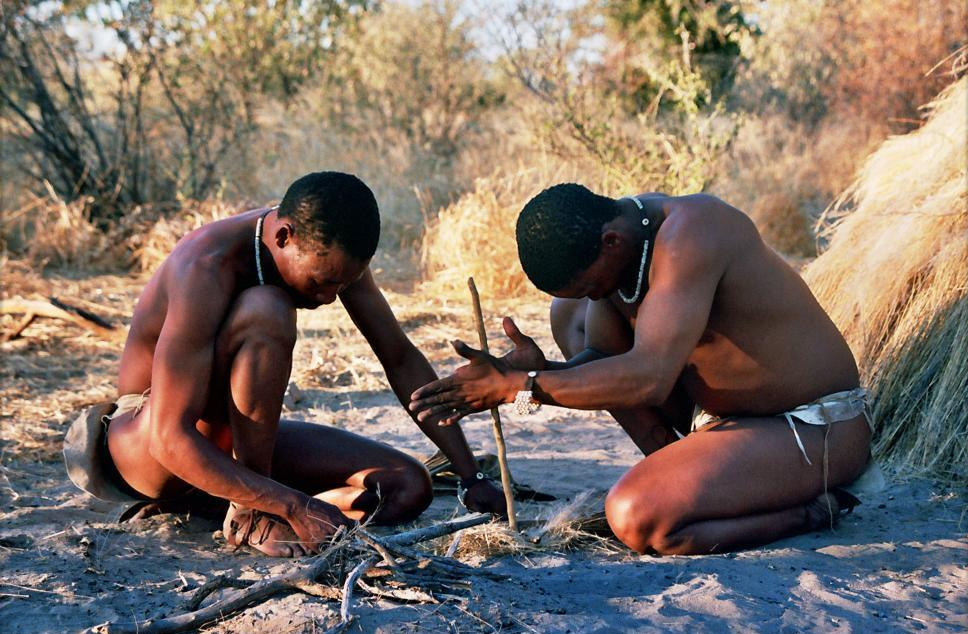
إشعال الناربالحطب بوتسوانا

تُعد المادية الثقافية توجهًا بحثيًا قدمه مارفن هاريس في عام 1968 (صعود النظرية الأنثروبولوجية)، كنموذجًا نظريًا واستراتيجية بحثية. في الواقع، يُقال إنه الإنجاز الأكثر ديمومة لذلك العمل. طوّر هاريس بعد ذلك دفاعًا عن النموذج في كتابه المادية الثقافية عام 1979. بالنسبة لهاريس، فإن المادية الثقافية «تستند إلى فرضية بسيطة مفادها أن الحياة الاجتماعية البشرية هي استجابةً للمشاكل العملية للوجود على الأرض».
تأثر نهج هاريس بماركس، لكنه كان متميزًا عنه. كانت طريقة هاريس هي إظهار كيف أن الممارسات الثقافية الخاصة (مثل الحظر الهندوسي على إيذاء الماشية) تؤدي وظيفة مادية (مثل الحفاظ على مصدر أساسي للأسمدة من الاستهلاك).
يتمتع السلوك الاقتصادي بجانب ثقافي أيضًا يشير إلى أن أعمال علماء الأنثروبولوجيا ذات صلة وثيقة بالاقتصاد. ذلك أن الدافع وراء المادية الثقافية هو إظهار أن الثقافات تتكيف مع البيئة التي يتم إنتاجها فيها.

### الماركسية البنيوية
تُعد الماركسية البنيوية مقاربةً للفلسفة الماركسية القائمة على مفهوم البنيوية والتي ارتبطت في المقام الأول بعمل الفيلسوف الفرنسي لوي ألتوسير وطلابه. تمتعت التظرية هذه بتأثير واسع في فرنسا خلال ستينيات وسبعينيات القرن العشرين، إلى أن وصل تأثيرها لاحقًا على الفلاسفة والمنظرين السياسيين وعلماء الأنثروبولوجيا من خارج فرنسا خلال السبعينيات. مزجت الماركسية البنيوية الفرنسية الاقتصاد السياسي الماركسي مع المنهجية البنيوية لكلود ليفي ستروس، والقضاء على الموضوع البشري والسبب الجدلي والتاريخ في هذه العملية. قدم الماركسيون البنيويون مفهومين رئيسيين هما أسلوب الإنتاج والتكوين الاجتماعي، ما سمح بالانتقال إلى الرأسمالية لفترة أطول بشكل غير متكافئ أكثر مما سمحت به التبعية أو نظرية الأنظمة العالمية. شكّل نمط الإنتاج، الذي يتألف من المنتجين وغير المنتجين ووسائل الإنتاج مجتمعة بطرق متنوعة، الهيكل العميق «للتكوين الاجتماعي». يجمع (أو يبيّن) التكوين الاجتماعي عدة أنماط للإنتاج، واحدة منها فقط كانت مهيمنة أو حاسمة. كان من بين منظري الأنثروبولوجيا الأوائل لهذه المدرسة موريس غوديليير وكلود ميلاسو وإيمانويل تيراي وبيير فيليب ري. نشأت الماركسية البنيوية في معارضة الماركسية الإنسانية التي سيطرت على العديد من الجامعات الغربية خلال فترة السبعينيات. على النقيض من الماركسية الإنسانية، شدد ألتوسير على أن الماركسية هي علم يدرس الهياكل الموضوعية.

### المادية الثقافية
شملت التأثيرات النقدية على الماركسية البنيوية، في المقام الأول من التقاليد التاريخية الماركسية البريطانية، إدوارد بالمر تومبسون وإريك هوبسباوم وريموند وليامز. انتقد هؤلاء التركيز الوظيفي في الماركسية البنيوية، الذي أهمل الأفراد لصالح العناصر الهيكلية لنموذجهم. اهتمت المدرسة البريطانية بالطبقات والثقافة والسياسة، ووضعت المواد البشرية في أولى اهتماماتها في التحليل. عندما كان نمط تحليل الإنتاج مجردًا، فهم قد ركزوا على الأفراد. إذ لم يكن لدى نظرية الأنظمة العالمية الكثير لتشرحه عن النمط المحلي، لذا بدأ الماديون الثقافيون وانتهوا هناك. ركز آخرون مرتبطون بمدرسة الفكر هذه على قضايا مثل التكوين العِرقي وهجرة العمال والتحويلات وتكوين الأسرة وإنتاج الغذاء وعمليات الاستعمار.

## أنثروبولوجيا مجتمعات ما قبل الرأسمالية
عندما تبنى علماء الأنثروبولوجيا تحليل «نمط الإنتاج» في الخمسينيات من القرن العشرين، كافحوا لتكييف نموذجها التطوري مع المجموعات التي عملوا معها تقليديًا. بينما تم تطوير التحليل الماركسي لحساب المجتمع الرأسمالي وديناميكياته الطبقية، لم يكن لديه الكثير ليشرحه عن مجتمعات «ما قبل الرأسمالية»، بخلاف تعريفها بما لم تكن عليه. كانت إحدى المحاولات الأولى للبحث في مجتمع الجمع والالتقاط هي كتاب اقتصاد العصر الحجري لمارشال سالينز (عام 1972) الذي قلب أفكار القرن التاسع عشر التي أشارت إلى الحياة في مثل هذه المجتمعات على أنها «سيئة ووحشية وقصيرة». أثبت سالينز أن أفراد هذا المجتمع يعيشون في «المجتمع الغني الأصلي»؛ وقد تم تلبية احتياجاتهم بعمل ضئيل نسبيًا، ما جعلهم يتمتعون بوقت فراغ أكبر بكثير من المجتمعات الصناعية الغربية. عمل ريتشارد بي. لي بين أفراد مجتمع كانغ في بوتسوانا وقدم دراسة حالة مفصلة لهذه الحالة حتى في واحدة من أكثر البيئات الصحراوية عدائية. يطبق الجزء الثاني من كتاب سالينز نظريات شايانوف لتطوير نظرية «نمط الإنتاج المحلي». بالنظر إلى حجة «المجتمع الثري الأصلي» بأن العديد من هذه المجتمعات لديها موارد وفيرة، جادل سالينز بأن الحدّ من الإنتاج هو مقدار العمالة المتاحة. يتعيّن على الأسر الشابة التي تمتلك العديد من الأطفال المعالين أن تعمل بجهد أكبر، في حين أن الأسر الأكبر سنًا التي تمتلك أطفالًا ناضجون أو العمال يعملون أقل بكثير. وضعت الأقسام النهائية نظرية المعاملة بالمثل التي نوقشت أعلاه.
طور إريك وولف نموذجًا بديلًا لأسلوب الإنتاج المحلي ورفض الآثار التطورية لنموذج سالينز، وجادل أيضًا بأنه يجب اعتبار نمط الإنتاج هذا نتاجًا لتطوير العلاقات التجارية الاستعمارية.
ظهرت عدة مجموعات تتناول مسألة طريقة تحليل الإنتاج في المجتمعات غير الطبقية في هذه الفترة، بما في ذلك «أنثروبولوجيا المجتمعات ما قبل الرأسمالية» و «التحليل الماركسي والأنثروبولوجيا الاجتماعية».